# 松浦隆信 (平戸藩主)
松浦 隆信（まつら たかのぶ）は、江戸時代前期の大名。肥前国平戸藩の第3代藩主。官位は従五位下・肥前守、壱岐守。平戸松浦氏28代当主。曾祖父の道可と同名を名乗った。

## 略歴
第2代藩主・松浦久信の長男として誕生した。
慶長7年（1602年）、父・久信の死により、12歳で家督を相続する。祖父鎮信（法印）が後見した。慶長8年（1603年）、初めて将軍・徳川家康に拝謁する。
慶長17年（1612年）9月、従五位下・肥前守に叙任された。また本姓が豊臣姓であることが確認される。
慶長18年（1613年）、平戸城の一部が焼失する。隆信は幼少時に父によって受洗していたが、この年に江戸幕府の禁教令が出たことで棄教した。慶長19年（1614年）、城普請に関して駿府の家康に召され、領内のキリスト教の寺院の破却を命じられた。同年、鎮信が死去し、それを機に対外政策を変更した。元和元年（1615年）、国許より大坂夏の陣に出陣。5月11日に到着した時には本戦は終わっており、二俣城で家康に拝謁。徳川秀忠より所領安堵の朱印状を貰い、以後10年江戸に住む。寛永6年（1629年）、領国に戻る。
寛永14年（1637年）没し、下谷広徳寺に葬られた。法号は正宗院殿前壱州大守向東宗陽大居士。墓所は平戸市正宗寺にもある。
跡は長男の重信（鎮信、天祥）が継いだ。

## 逸話
- 隆信の祖父・鎮信は平戸イギリス商館や平戸オランダ商館開設に尽力した人物として、イギリスでは日本のルクルスと呼んで賞賛されていた一方で、隆信は貿易に無理やり介入して多大な損を被らせた人物として、Foolish tono（バカ殿）という不名誉な仇名が付けられていた。
- 臨済宗に深い信仰を寄せ、後に受戒（出家）し、向東宗陽の法名を授かった。大徳寺（臨済宗大徳寺派大本山）住持江月宗玩を開祖として、京都紫野の同寺・瑞源院南西に正宗庵を建立した。

## 系譜
- 父：松浦久信（1571年 - 1602年）
- 母：松東院（1575-1657） - 大村純忠の五女、その、ソニカ、メンシアという別名が伝わるキリシタン
- 正室：充、永昌院 - 牧野康成の娘
  - 長男：松浦鎮信（重信）（1623年 - 1703年）
- 継室：大村喜前の娘
- 生母不明の子女
  - 女子：長徳院 - 秋月種信正室
  - 女子：秋山正俊（正房）室
  - 女子：松浦重賢室
  - 女子：松浦辰純室
  - 女子：松浦信方室
  - 男子：松浦信忠 - 庶子。初名は信。家臣松浦忠広の養子